# Gästriklands Tidning
Gästriklands Tidning var en centerpartistisk tidning som gavs ut en gång i veckan i Gästrikland. Tidningen grundades 1966 och hette ursprungligen Gävle–Dalabygden. Från 2001 ingick tidningen i Sveagruppen Tidnings ABs tidningsutbud. Tidningen lades ner 2019 på grund av vikande annonsintäkter. 
Tidningens fokus var Gästriklands landsbygd och hur de samhällsmässiga och politiska förändringarna påverkar Gästriklands landsbygd. 2016 hade tidningen en upplaga på 1600 exemplar.